# Borek (województwo podkarpackie)
Borek – osada leśna w Polsce, położona w województwie podkarpackim, w powiecie tarnobrzeskim, w gminie Grębów.
W latach 1975–1998 miejscowość administracyjnie należała do województwa tarnobrzeskiego.